# Malaisemyia rajah
Malaisemyia rajah is een tweevleugelige uit de familie Pediciidae. De soort komt voor in het Oriëntaals gebied.